# Resolutie 1969 Veiligheidsraad Verenigde Naties
Resolutie 1969 van de Veiligheidsraad van de Verenigde Naties werd unaniem door de VN-Veiligheidsraad aangenomen op 24 februari 2011, en verlengde de VN-vredesmacht in Oost-Timor met één jaar.

## Achtergrond
Nadat Portugal zijn kolonies losgelaten had, werd Oost-Timor eind 1975 na een korte burgeroorlog onafhankelijk. Korte tijd later viel Indonesië het land binnen en brak een oorlog uit, waarna Oost-Timor werd ingelijfd. Een deel van de bevolking van Oost-Timor bleef tussen 1975 en 1999 echter strijden voor onafhankelijkheid. Op 12 november 1991 vielen Indonesische militairen demonstranten in Dili aan, waarbij meer dan 250 doden vielen. In 1999 stemde Indonesië in met een volksraadpleging over meer autonomie of onafhankelijkheid, waarop het merendeel van de bevolking voor onafhankelijkheid koos.

## Inhoud
De algemene stabiliteit van Oost-Timor door de verbeterde politieke- en veiligheidssituatie werd opgemerkt. Overheidsinspanningen teneinde samenwerking tussen de lokale- en nationale autoriteiten te bespoedigen werden verwelkomt. Ook inspanningen om alle politieke partijen de kans te geven bij te dragen aan zaken van nationaal belang werd verwelkomt. Het land werd wel aangespoord iets te doen aan de heersende straffeloosheid aangaande zware misdaden.
De overeenkomst van Oost-Timor met UNMIT uit december 2006 moest volledig worden uitgevoerd. De Raad uitte bezorgdheid over de aanstelling van 52 politie-officieren die van ernstige misdrijven werden beschuldigd. Het politieapparaat moest nog verder versterkt worden om de ordehandhaving in het land aan te kunnen.
Verder waren de economische- en daaraan verbonden sociale omstandigheden in Oost-Timor verbetert. Het was van belang dat het land stabiel bleef en dat in 2012 vreedzame, geloofwaardige en transparante verkiezingen konden worden gehouden. De UNMIT-vredesmissie speelde daarin een belangrijke rol.
De Veiligheidsraad verlengde het mandaat van haar missie in Oost-Timor tot 26 februari 2012. UNMIT mocht, op vraag van de Oost-Timorese autoriteiten, meewerken aan de voorbereidingen van de geplande parlements- en presidentsverkiezingen. Oost-Timor moest ook blijven werken aan de hervorming van haar veiligheidsdiensten en onder andere de verantwoordelijkheden van leger en politie afbakenen. Ook moest aan de geloofwaardigheid en integriteit van de politie gewerkt worden door onder meer de aanklachten tegen officieren op te lossen.

## Verwante resoluties
- Resolutie 1867 Veiligheidsraad Verenigde Naties (2009)
- Resolutie 1912 Veiligheidsraad Verenigde Naties (2010)
- Resolutie 2037 Veiligheidsraad Verenigde Naties (2012)

Lijst ·  1967 ·  1968 ·  1969 ·  1970 ·  1971 ·  1972 ·  1973 ·  1974 ·  1975 ·  1976 ·  1977 ·  1978 ·  1979 ·  1980 ·  1981 ·  1982 ·  1983 ·  1984 ·  1985 ·  1986 ·  1987 ·  1988 ·  1989 ·  1990 ·  1991 ·  1992 ·  1993 ·  1994 ·  1995 ·  1996 ·  1997 ·  1998 ·  1999 ·  2000 ·  2001 ·  2002 ·  2003 ·  2004 ·  2005 ·  2006 ·  2007 ·  2008 ·  2009 ·  2010 ·  2011 ·  2012 ·  2013 ·  2014 ·  2015 ·  2016 ·  2017 ·  2018 ·  2019 ·  2020 ·  2021 ·  2022 ·  2023 ·  2024 ·  2025 ·  2026 ·  2027 ·  2028 ·  2029 ·  2030 ·  2031 ·  2032